# Provincia de Huasco
Provincia de Huasco är en provins i Chile.   Den ligger i regionen Región de Atacama, i den centrala delen av landet, 600 km norr om huvudstaden Santiago de Chile. Antalet invånare är 72 145. Arean är 18 202 kvadratkilometer.
Terrängen i Provincia de Huasco är huvudsakligen bergig, men åt nordväst är den kuperad.
Provincia de Huasco delas in i:
- Vallenar
- Freirina
- Huasco
- Alto del Carmen

Omgivningarna runt Provincia de Huasco är i huvudsak ett öppet busklandskap. Runt Provincia de Huasco är det mycket glesbefolkat, med 6 invånare per kvadratkilometer.